# Ligne de Saint-Auban à Digne
La ligne de Saint-Auban à Digne est une ligne de chemin de fer française à écartement standard et à voie unique non électrifiée, ouverte le 27 novembre 1876. Elle dessert la ville de Digne-les-Bains, préfecture du département des Alpes-de-Haute-Provence et la relie à la ligne des Alpes en gare de Château-Arnoux-Saint-Auban. Elle a été fermée le 6 mars 1972 au service omnibus, le 24 septembre 1988 au service marchandise et totalement le 23 septembre 1989 avec la fin du service Alpazur. Elle a le statut de ligne neutralisée depuis le 22 mai 1991.
Elle constitue la ligne 920 000 du RFN.

## Histoire

### Concession
La ligne a été concédée à titre éventuel à la Compagnie des chemins de fer de Paris à Lyon et à la Méditerranée par une convention entre cette compagnie et le ministre secrétaire d'État au département de l'Agriculture, du Commerce et des Travaux publics, signée le 1er mai 1863. Cette convention a été approuvée par un décret impérial le 11 juin 1863. Elle est déclarée d'utilité publique et concédée à titre définitif par un décret impérial le 22 janvier 1868.

### Chronologie
- 22 novembre 1876 : ouverture de la ligne ;
- 10 juin 1959 : création du service Alpazur ;
- 6 mars 1972 : report du service omnibus par autocar et fermeture des gares intermédiaires ;
- 24 septembre 1988 : fin du trafic marchandises sur la ligne ;
- 23 septembre 1989 : fin du service Alpazur ;
- Mai 1990 : dernière circulation (train de pèlerins pour Lourdes) ;
- 22 mai 1991 : neutralisation de la ligne ;
- 17 janvier 2000 : circulation d'un train de ballast entre Saint-Auban et l'hôpital de Digne-les-Bains pour la construction d'un pont-rail ;
- 2012 - 1er juin 2016 : exploitation d'un vélorail de la gare de Mallemoisson à la Lauze à Aiglun ;
- Décembre 2014 : la Région Provence Alpes Côte d'Azur délibère pour le transfert de gestion de la ligne de l’État à la Région et pour confier sa gestion à la Régie Régionale des Transports.

### Matériel roulant ayant circulé sur la ligne[3]

#### Autorails
- Autorails Micheline type 21
- Autorails Decauville X 52000 et X 52100
- Autorails Somua AL12
- Autorails X 2400
- Autorails Panoramiques X 4200
- Autorails Picasso X 3800
- Autorails X 2800
- Autorails EAD X 4500
- Autorails RGP-1 X 2720

#### Locomotives
- Locomotives diesel BB 63000, BB 63400 et BB 63500
- Locomotives diesel BB 66000
- Locomotives diesel BB 67000, BB 67300 et BB 67400
- Locotracteurs Y 7100 et Y 7400

## Caractéristiques

### Tracé
La ligne a pour point d'origine la gare de Saint-Auban sur la ligne de ligne de Lyon-Perrache à Marseille-Saint-Charles (via Grenoble) et se détache de celle ci juste après la gare. La ligne oblique vers l'est, où elle traverse une usine chimique classée Seveso appartenant à Arkema. La ligne franchit ensuite le pont ferroviaire enjambant la Durance, et file vers le sud-est, franchit le Point Triple en tunnel sous le canal EDF de la Durance et la route Napoléon. Après la gare de Malijai la voie part vers l'est en direction de Digne, tout en longeant la route Napoléon, franchit les gares de Mallemoisson, d'Aiglun, et continue ensuite vers le nord-est, en suivant toujours le tracé de la nationale. La gare de Champtercier, aujourd'hui abandonnée, une fois passée, la voie rejoint la ligne de Nice à Digne gérée par les Chemins de fer de Provence au niveau du cimetière, et arrive à la gare en cul-de-sac de Digne, au bout d'un parcours de 20km.

### Ouvrages d'art

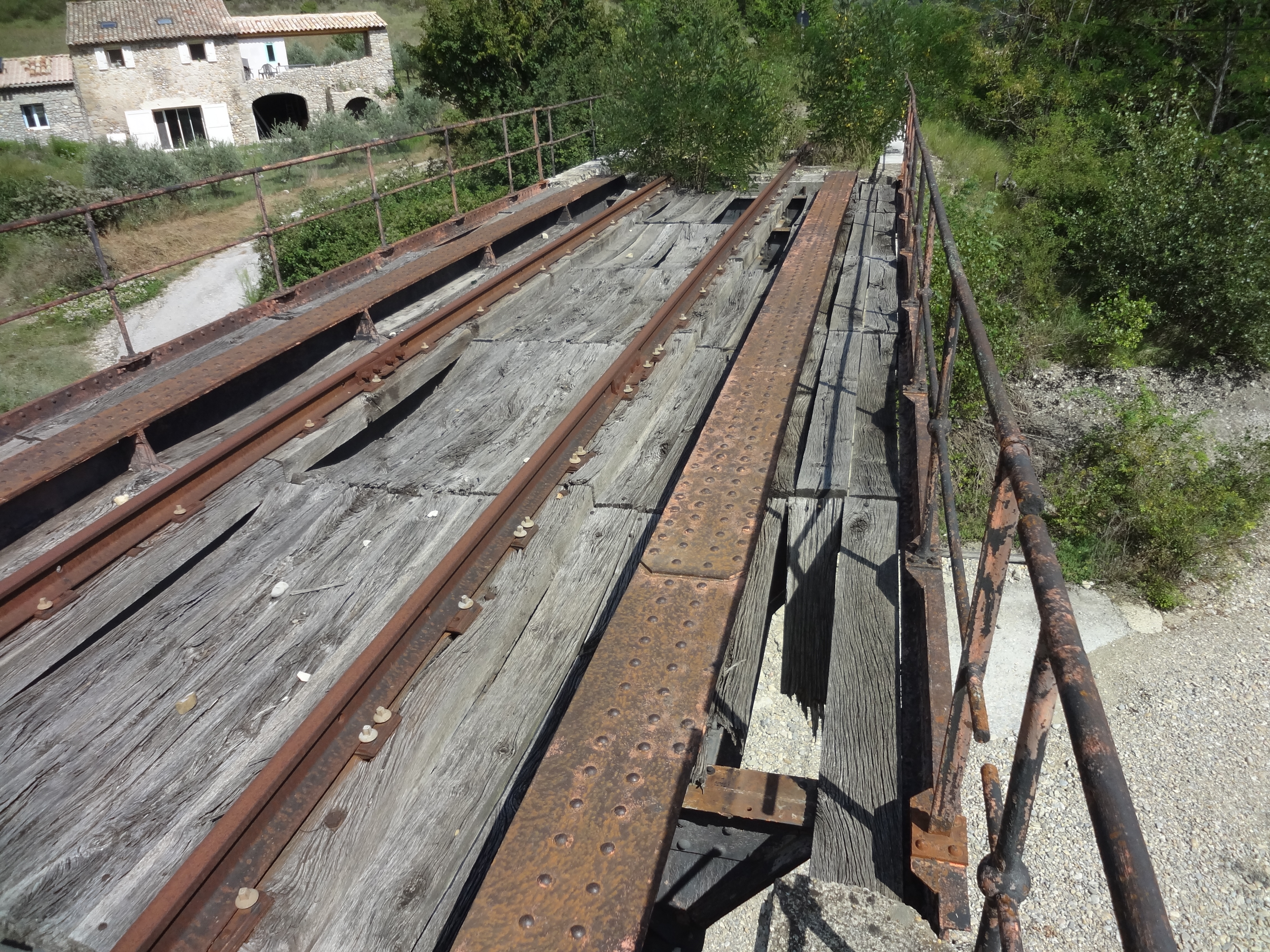
Un des ponts de la ligne, vingt ans après son abandon.

À l'origine, le seul ouvrage d'art important de la ligne était le viaduc métallique franchissant la Durance à la sortie de la gare de Château-Arnoux-Saint-Auban.
Un deuxième ouvrage a été édifié à Malijai dans les années 1950 afin de faciliter le passage du canal reliant le barrage de L'Escale à la chute d'Oraison. La voie est surmontée du canal, lui-même surmonté de la route Napoléon. Cet ouvrage est communément nommé "le point triple".

### Gares
- La gare de Saint-Auban est devenue Château-Arnoux-Saint-Auban, elle est située sur la ligne de Lyon-Perrache à Marseille-Saint-Charles (via Grenoble) ;
- La gare de Malijai ;
- La gare de Mallemoisson est devenue une crèche ;
- La halte d'Aiglun ;
- La gare de Champtercier, en réalité sur la commune de Digne-les-Bains, est complètement abandonnée ;
- La gare de Digne, correspondance avec la ligne de Nice à Digne des chemins de fer de Provence.

## Exploitation

### Touristique
En 2012, un service touristique de vélorail a été mis en service entre Mallemoisson et Champtercier. Il a été abandonné en 2016, l'autorisation de circulation n'ayant pas été reconduite par la collectivité territoriale.

### Projets
Plusieurs études ont été menées pour la réouverture de cette ligne, soit par une mise à voie métrique pour prolonger l'actuelle ligne de Nice à Digne des CP, soit par reconstruction de la voie normale. La dernière étude a été menée par le conseil régional de Provence-Alpes-Côte d'Azur dans le cadre du contrat de plan État-Région 2000-2006. Le site chimique Seveso d'Arkema, situé à Château-Arnoux-Saint-Auban, est un frein au projet vue sa dangerosité.
Divers projets de transports de marchandises ont aussi été envisagés au cours des années, sans concrétisation jusqu'à ce jour.